# 毛葶玉凤花
毛葶玉凤花（学名：Habenaria ciliolaris），又名玉蜂兰，为兰科玉凤花属下的一个种。

## 扩展阅读
- 維基物種上的相關：毛葶玉凤花